# Chaphamandau
Chaphamandau (nep. छापमाडौं) – gaun wikas samiti w zachodniej części Nepalu w strefie Seti w dystrykcie Achham. Według nepalskiego spisu powszechnego z 2011 roku liczył on 241 gospodarstw domowych i 1281 mieszkańców (694 kobiety i 587 mężczyzn).